# Scorpaena elongata
Scorpaena elongata behoort tot het geslacht Scorpaena van de familie van schorpioenvissen. Deze soort komt voor in het oosten van de Atlantische Oceaan en de Middellandse Zee van Marokko tot Namibië op diepten van 75 tot 800 m. Zijn lengte bedraagt zo'n 50 cm.